# 大木圭
大木 圭（おおき けい、1932年 - ）は、ジュニア小説作家。
慶應義塾大学文学部卒。1966年、集英社の『小説ジュニア』創刊以来、数々のジュニア・ユーモア小説を執筆する。『どっちがどっち』はNHK少年ドラマシリーズの原作となった。1982年以降、新刊書は出ておらず、消息不明。

## 著書
- 『どっちがどっち』秋元文庫 1966
- 『なまいきざかり』学習研究社(レモン・ブックス)　1967
- 『熱き心に涙あり』秋元文庫 1967
- 『おてんば専科』集英社(コバルト・メイツ)　1969
- 『おてんば一年生』秋元文庫 1974
- 『ただいま反抗期』秋元文庫 1975
- 『だめな女の子』秋元文庫 1975
- 『きかんぼ天使』集英社文庫コバルトシリーズ 1977
- 『アイ・アム・女の子』秋元文庫 1978
- 『そよ風を両手に』集英社文庫コバルトシリーズ 1978
- 『あなたにそっくり』集英社文庫コバルトシリーズ 1978
- 『肩をならべて』集英社文庫コバルトシリーズ 1979
- 『もう一人のあなた』集英社文庫コバルトシリーズ 1979
- 『続どっちがどっち』秋元ジュニア文庫 1982
- 『ずっこけ青春フンセン記』集英社文庫コバルトシリーズ 1982